# Fredegiso di Tours
Fredegiso di Tours (VIII secolo – 834) è stato un abate e filosofo francese di origine anglosassone.

## Biografia
Discepolo di Alcuino di York, entrò nella scuola palatina francese nel 796. Fu poi abate a Tours, prima di diventare, nell'819, cancelliere di Ludovico il Pio. Scrisse un breve trattato, intitolato De nihilo et tenebris ("Il nulla e le tenebre"), che presentò ai nobili della corte carolingia presso il palazzo di Aquisgrana nel marzo 800.
Nel trattato sostenne la possibilità dell'esistenza del nulla e di una creazione divina dal nulla. Partendo dalle premesse che ogni nome determinato significa qualcosa che è e che anche il termine "nulla" è un nome determinato, Fredegiso aveva tratto la conclusione che anche il termine "nulla" dovesse significare qualcosa che è: dunque anche il nulla, come le tenebre, è qualcosa. Come risulta dalla Genesi, Dio stesso, nell'atto della creazione, parla di nulla e di tenebre , perciò a questi nomi deve corrispondere qualcosa di reale.  
Il testo gli procurò sospetti di eresia da parte di Carlo Magno che lo sottopose al vaglio di un suo fido consigliere, l'irlandese Dungalo. La missiva che Carlo Magno inviò a Dungalo non rappresenta che l'inizio di un lungo e vivace dibattito critico, la cui eco si sente perfino nel Novecento, in pensatori afferenti al neopositivismo logico, come Rudolf Carnap. A fianco della sua attività di cancelliere, divenne abate di Saint-Omer e Saint-Bertin, fino alla sua morte, avvenuta nell'834.
Il vescovo Agobardo di Lione scrisse un Liber contra obiectiones Fredegisi abbatis nel quale replicava a un suo trattato che riaffermava la preesistenza dell'anima alla nascita, in accordo con il neoplatonismo medievale.